# Příšerné příběhy strýce Montaguea
Příšerné příběhy strýce Montaguea (anglicky Uncle Montague’s Tales of Terror) jsou druhou sbírkou povídek hororové tetralogie britského autora Chrise Priestleyho vydané v roce 2008 nakladatelstvím Bloomsbury. V českém překladu Víta Penkala vydalo povídky v roce 2011 nakladatelství Argo. Knihu doplňují ilustrace známého britského ilustrátora Davida Robertse.
Sbírka je určena především dětským čtenářům. Knihou je provází záhadný strýc Montague, náruživý vypravěč, kterého chodí poslouchat malý Edgar. V deseti strašidelných příbězích hrají roli tajemné předměty, jež se nacházejí i u Montaguea v pracovně, a jak Edgar, tak čtenář si musejí klást otázku, zda to neznamená, že se vyprávěné hrůzostrašné historky opravdu staly.
Chris Priestley v sérii příšerných příběhů dále napsal Příšerné příběhy z Černé lodi, Příšerné příběhy z temného tunelu a Příšerné příběhy vánoční. 

## Děj

### Cesta lesem
V první kapitole nás hlavní hrdina Edgar seznamuje se svým tajemným prastrýcem Montaguem. Ten bydlí v ponurém domě na konci lesa pouze se svým mlčenlivým sluhou Franzem a vypráví malému Edgarovi strašidelné příběhy. Aby si ale příběhy mohl Edgar vyslechnout, musí projít temným lesem, který odděluje jeho rodný dům od toho Montagueova. Jakmile projde vrzající brankou směrem ke dveřím a zaklepe na klepadlo visící z tlamy podivného stvoření, zve ho strýc Montague se svící v ruce do své pracovny. Zvoní na sluhu Franze, aby jim přinesl černý čaj, koláčky a sušenky a pouští se do mrazivého vyprávění…

### Nelez tam
Strýc Montague vypráví svůj první příběh o malém Josefovi, žijícím v domě s velkou rozkvetlou zahradou. Jeho chladný otec, který často odjíždí na pracovní cesty do Londýna, Josefovi daruje zářivě zlaté kapesní hodinky. Společně obdivují ohromný prastarý jilm. Po otcově odjezdu se vydává rozmrzelý Josef se svou matkou a fenkou Jess na procházku přes pastvinu. Jess vesele pobíhá, dokud ji nezaujme zející otvor v kořenech jilmu připomínající jeskyni. Josefa s matkou najednou překvapí psí přidušené vyjeknutí, znějící jako lidský panický výkřik. Fenka se rozběhne zpět k domu, kde se jí Josef neúspěšně snaží uklidnit. Jess ho kousne, uteče a nikdy se nevrátí zpět domů. Josef se tedy rozhodne tajemný strom prozkoumat. Chce na něj vyšplhat, ale vzápětí si všimne vyrytých slov v kůře na kmeni stromu. NELEZ TAM. K tomu všemu se zpoza jeho zad ozve varování pana Farlowa, který se rodině stará o zahradu. Josef však nedbá varování a za pár dní na strom vyleze. Leze tak vysoko, až shlíží na střechu svého domu. V tom uvidí odumřelý konec stromu, zubatý pahýl se zatlučenými stříbrnými a zlatými mincemi, brožemi a sponami. Jedna zářivá brož mu padne do oka a rozhodne se jí ze stromu vzít. Najednou uslyší podivné zvuky a uvidí černý stín rychle šplhající k němu. Ve stínů nerozeznává nic kromě obrovitých zahnutých drápů. Josefův výkřik uslyší jeho matka. Když ale přiběhne z domu k vysokému jilmu, Josefovo tělo již leží nehybně pod stromem. Na vrcholku stromu se lesknou zlaté hodinky. 

### Nedveře
Ve druhém příběhu vystupují dvě zlodějky Harriet a Maud. Předstírají, že Maud je médium a Harriet její oddaná dcera. Pořádají falešné seance, při kterých se Maud spojuje s mrtvými a Harriet mezitím krade cenné věci v domě, do kterého jsou pozvány. V domě paní Barnardové však dojde ke zvláštní události. Během seance se Maud dostane do transu, vykřikuje své vlastní jméno a volá sama sebe o pomoc. Harriet potká na chodbě mrtvou dívku Olivii, která ji varuje před zahrazenými dveřmi Nedveřmi. Harriet si však myslí, že k ní mluví dcera paní Barnardové. Ta ženy provádí po domě a ukazuje jim domeček s panenkami, který vypadá úplně stejně jako její dům. Nedveře zde vedou do malého pokojíku, který ve skutečnosti již neexistuje. Harriet znepokojují malé figurky panenek v křesílkách. Některé mají pečlivě vykreslené obličeje, některým však obličeje zcela chybí. Paní Barnardová vzpomíná na svoji sestru Olivii, která si s domkem moc ráda hrávala, byla jím až posedlá. Mezitím se Harriet vzdálí, potuluje se po domě a všimne si, že Nedveře jsou pootevřené. Jakmile vejde do pokoje, oslepí ji oslnivé světlo a dveře se zamknou. Harriet se snaží nalézt jinou cestu ven, ale někdo k ní přichází. Okolo v křeslech sedí strašidelně zírající dívky v nepřirozených polohách. Rysy přicházející dívky však nemůže rozeznat a dochází jí, že žádné nemá. Harriet zběsile buší na dveře a volá Maud o pomoc. Ale neslyšné údery na dveře v domku pro panenky nikdo neslyší.

### Démon z kostelní lavice
Hrdinou tohoto příběhu je mladý chlapec Thomas Haynes, který potkává podivného tuláka. Ten je navlečený do dlouhého rozedraného svrchníku se zaprášeným kloboukem na hlavě a táhne vratkou káru naplněnou směsicí koberců, šatů, bot, železného šrotu a nábytku. Společnost dělá tulákovi urousaná opice, oblečená do křiklavé kazajky s rudým fezem na hlavě. K Thomasovi přijdou jeho rodiče a otec si v kárce všimne zvláštní sošky připomínající nezvykle propracovanou knižní zarážku ve tvaru rohatého démona se složenými netopýřími křídly, dřepícího na patách s rukama na tváři – v poloze našeptávače. Thomas se ptá otce, co to je. Ten mu odpoví, že nejspíše zakončení středověké kostelní lavice a začne se rozčilovat, kde takový předmět tulák ukradl. Thomasův otec totiž pracuje na univerzitě a zajímá se o starožitnosti a artefakty. Když chce přivolat strážníky, matka ho uklidní a společně odchází. Malý Thomas však obraz démonické sošky nemůže dostat z hlavy. Další den potkává tuláka znovu, tentokrát s ním ale nejsou rodiče. V kárce vidí démonickou sošku a touží si jí vzít. I když na něj usedavě zírá tulákova opice, vezme sošku a chce s ní odejít. V tom ho tulák chytne za paži a opice se začne vřeštivě smát. Tulák chlapci vysvětluje zvláštním hlasem, že nyní je toto břemeno na něm. Sošku nikomu nemůže prodat, nemůže ji zahodit ani někde nechat. Někdo za ním musí přijít a sošku si vzít, ale další oběti to nesmí nijak usnadnit, jinak to nevyjde. Thomas nerozumí, co mu tulák říká a v hlavě se mu rozezní strašné hlasy, sto tisíc šeptajících, mumlajících, křičících a vysmívajících se lidí. Tulák mu dá poslední radu, aby nechodil domů, pokud má své blízké rád. Chlapec však neuposlechne a démon mu začne našeptávat, jaké hrozné činy má udělat. Thomas se snaží odolat a sošky se zbavit. Když ale vezme sekyru a zatne ji do démona, probere se a vidí, že sekyru zasekl do své kočky Sametky. S pláčem se hroutí, ale démon stále našeptává, aby se šel pomstít tomu, kdo za to všechno může. Thomas tedy poslušně bere sekyru a vydává se za tulákem. 

### Obětiny
Robert, syn vikáře, se na konci léta s rodiči nastěhuje na faru v Great Whitcotu v Suffolku. Hned po nastěhování stojí před farou zástupy lidí, kteří nesou otci na přivítanou různé dary, včetně mrtvého králíka, zabaleného do mušelínového papíru. Reverend z toho není příliš nadšený, ale místní lékař Trewain mu vysvětlí, že se jedná o obětiny. Robert i přes to, čí syn je, v Boha nevěří, ale tuto skutečnost před rodiči skrývá. Chlapec si ve vesnici nehledá žádné kamarády, protože mu nikdo nepřijde stejný jako on. Místo toho se potlouká po zahradě, zvláště na zanedbaném trávníku za domem. Jednoho dne uvidí na zdi pod stromy hezky oblečeného chlapce. Pozdraví ho, chlapec mu však neodpoví, pouze se nakloní dopředu a jeho tvář se mu roztáhne v ten nejširší úsměv, jaký kdy Robert viděl. Úsměv mu oplatí. Jednou s doktorem Trewainem přijde řeč na předchozího reverenda. Lidé ho prý měli rádi, ale trpěl záchvaty. Prý byl posedlý vikářem ze 16. století, který se pletl do čarodějnictví. Tuto historku si však nemůže vyslechnout malý Robert, kterého poslali raději spát. Robert stále chodí na zahradu za svým kamarádem a něco pro něj vytváří. Matce to již nedá a pozoruje Roberta z okna. Vidí, že něco zvláštního přibíjí na prkno hřebíky. Jde za ním na zahradu a s hrůzou sleduje přibité brouky, červy, žábu, motýly, myš a několik ptáků. Ptá se syna, co to provedl, ten se na ni hrůzostrašně usmívá a představuje jí svého kamaráda, opelichaného starého kocoura, pro kterého to prý vše dělá. Když se reverendova žena podívá na kocoura znova, zjistí, že to není ledajaký kocour, ale strašlivá obluda s ostny a hlavou, jako by ji částečně stáhli z kůže a uvařili. Matka padá na zem a její umírání Roberta nijak nezaráží. Podívá se na svého přítele a vzájemně si opětují široký úsměv. 

### Zimní řez
Simon Hawkins se s matkou do domu, kde strávila dětství, přistěhoval teprve nedávno, potom co otec zemřel v boji. Jednoho říjnového rána pozoruje slepou stařenku. Babě Tallowé děti na vesnici přezdívají čarodějnice. Stařena stříhá větvičky jabloní a zaslechne Simona. Ten se však představí jako Martin. Tallowá ho posílá pryč, ale Simon se brání, že jí nic nedělá. Když se k němu však babka přiblíží, nesnese pohled do jejích kalných očí a utíká z Mnišské cesty zpět do vesnice. Simon se ptá matky, jestli zná slepou bábu Tallowou. Ta je překvapená, že ještě žije, když byla totiž malá, také se jí s dětmi bály. Povídalo se, že je čarodějnice a když někdo vstoupí na její trávník, vyrve mu srdce z těla. Krom toho se ale vyprávělo, že byla nesmírně bohatá. To Simona zaujme a přes sliby matce, že se k bábě nepřiblíží, se vydává na Mnišskou cestu. Jakmile přeleze zídku a skočí na trávník, vyleze bába z domku a ptá se, kdo je to. Simon zatají dech a bába začne stříhat větvičky jabloní. Dveře nechá otevřené a Simon proklouzne dovnitř. V domě však žádné cennosti nenachází, ale když už je na odchodu, všimne si, že se v předsíňce na naleštěném stolku objevila krabička. Uchopí ji a skříňka ho hřeje do rukou. Je z narudlého dřeva, zdobená řezbou, která zobrazuje babku stříhající jabloně a její dům, ve kterém se právě nachází. Na zahradě je však vyřezána jedna jabloň navíc. Ve skutečnosti stařena prořezává jabloně čtyři. Otevře skříňku a objeví v ní jednolibrovky. Zazubí se, nacpe si peníze do kapsy a vrací skříňku zpět na místo. V tom má zvláštní pocit, že zahlédnul na krabičce pohyb. Vyjde na zahradu, kde babka stále ořezává stromy. V tom ho oslepí bílé světlo a padá do mdlob. Probírá se ve stoje a uvědomuje si, že vidí jinak než dříve. Necítí obličej a nemůže se hýbat. Může se jen dívat přes trávník a cítí, že po jeho pravé i levé ruce trčí větve. Proměnil se v strom. Přichází k němu babka s nůžkami a praví, že s ním bude mnoho práce. Vezme do ruky nůžky a pouští se do stříhání. 

### Zlacený rám
Paní Websterová se vrací z Londýna z návštěvy rodinného notáře a její dcery již očekávají dárek. Christina a Agnes jsou však zklamány, když matka přiveze portrétní fotografii dívky ve zlatém rámu, který koupila v charitativní dražbě. Dívka na fotografii je zhruba ve věku Christiny, má tmavé vlasy a úsměv Mony Lisy. Jakmile se Christina ocitne s portrétem sama, dívka k ní promlouvá. Nabízí jí přátelství a splnění tří přání. V tom je vyruší služebná Eva. Christina ji pošle pryč, aby mohla být s portrétem o samotě. Dívka se zeptá, zda by tedy něco žádala. Christina odvětí, že by si přála, aby měla od Evy pokoj. Najednou se jí zatočí hlava a musí se chytit zábradlí, aby neupadla. Poté se zasměje představě mluvící fotografie. Za pár dní zazvoní u Websterů policie a odvede Evu, protože prý nemá v pořádku dokumenty. Christina se vrací do haly, kde na ni již čeká fotografie s dotazem, zda má další přání. Christina si přeje, aby byli bohatí. Po několika dnech zazvoní telefon a Websterovi se dozvídají o smrti jejich majetné babičky. Agnes pláče, ale Christinu smrt babičky nechává chladnou. Proto se sestry poperou a Christina mumlá, že si přeje, aby měla pokoj jen pro sebe. Po chvíli se se sestrou usmíří a chce se polepšit. Jde tedy za dívkou na fotografii a vysloví své poslední přání, aby vše bylo jako dřív, než matka fotografii přivezla domů. Dívka se ale začne zlomyslně smát a říká, že třetí přání bylo již splněno. V tom se ozve výkřik nové služebné, která nachází tělo udušené Agnes. Matka se ptá Christiny, co to provedla. Christina se brání, že za to všechno může dívka z fotografie, matka se ale diví, o jaké fotografii mluví, protože z dražby přivezla zrcadlo ve zlatém rámu. Christina si uvědomuje, že sama nahlásila Evu policii, shodila babičku ze schodů a udusila sestru polštářem. Její poslední přání se však vyplní. Dostává až do konce života pokoj sama pro sebe v ústavu pro chorobomyslné.

### Džin
Anglický mladík Francis Weybridge je se svým otcem, autorem a ilustrátorem cestopisů, Arthurem v Turecku. Oproti otci do cestování a historie není tak zapálený, ale poslušně přitakává všemu, co Arthur řekne. Jednoho dne se vydávají do prastaré vesnice, do které nikdo nejezdí. Když však dorazí, všude jsou policisté a sdělují Weybridgeovým, že se ve vesnici udála strašná nehoda. Jeden chlapec byl napaden divokým zvířetem a tragicky zahynul. Proto by si měl podle jejich rad najít pan Weybridge jiné místo na kreslení. Mezitím co řidič otáčí vůz, aby odvezl Weybridgeovi zpět do hotelu, Francis zahlédne mrtvé tělo přikryté pokrývkou, zpod které vyčnívá zkrvavená ruka. Francis je však zvědavý a přesvědčí otce, aby se do vesnice vrátili. Jakmile se do vesnice vrátí, Arthur se ponoří do práce a Francis si všimne skupiny dětí, která hází kameny po malé hubené dívce. Vydává se jí pomoct, ale k jeho překvapení se ho děti vůbec nebojí a jeden chlapec zběsile bodá do vzduchu mezi nimi velkým nožem. Dívka se naopak vydává na útěk. Francis se jí snaží dohnat, ale v kamenité pustině si zvrtne kotník. Dívka se zastaví. Francis za sebou uslyší křik chlapce s nožem, který na něj mává a snaží se ho přesvědčit, aby se vrátil zpět. Francis však dokulhá k dívce a utěšuje ji, že jí už nikdo neublíží. Arthur dokončí svou práci a jde hledat Francise. Uvidí v dálce skupinku hystericky pokřikujících dětí a před nimi svého syna s podivným stvořením. V tom si vzpomene, jak někdo z místních při jejich první návštěvě vesnice u mrtvoly zmínil slovo „džin“. Rozběhne se za svým synem, co mu síly stačí. Francis otcovo volání ignoruje a usmívá se na dívku. Ta mu úsměv oplácí a její rty pootevřením odhalí zářivě bílé zuby. Nejsou to ale zuby lidské, nýbrž zoubky malé a ostré, jako ještěrčí. Když Arthur doběhne k synovi, leží jeho tělo na zádech, jednu ruku před obličejem, jako by se chtěl bránit a z hrdla se mu řine krev. Věc, kterou Francisův otec zahnal mizí. V jednu chvíli je to zvíře, poté děvče, potom žena, vzápětí opět zvíře a nakonec nic. Děti se před otcem nesoucím synovo tělo rozestoupí. 

### Příběh s duchem
Viktorie Hartcourtová se na svatbě vzdálených příbuzných neochotně připojí k hloučku dívek, které mluví o historii domu. Prý zde bydlel jeden slavný vrah, Bartoloměj Garnet, kterého za jeho činy pověsili. Podle vyprávějící Emily, starší neoblíbené sestřenice Viktorie, to byl ďábel a v domě proto straší. V tom začne bouřka a dívky se běží schovat před deštěm. Emily navrhne, že budou hrát na schovávanou ve dvojicích. Na Viktorii žádná dvojice nevyjde, proto jí sestřenice opouští a hrají samy. Viktorie se mezitím dívá k jezeru a všimne si hubené dívky o trochu mladší, než je ona sama. Usměje se na ní a dívka se představí jako Margareta. Viktorie předpokládá, že se jedná o její sestřenici a dá se s Margaretou do řeči. Viktorie navrhne, že se s Margaretou připojí k ostatním dívkám ve hře na schovávanou a jdou se schovat do domu. Společně se ukryjí do truhly na pokrývky. Emily však Viktorii nehledá a místo toho pokračuje ve vyprávění příběhu o vrahovi ostatním dívkám. Viktorie se rozčílí, ale rozhodne se počkat a Emily na konci příběhu vystrašit tím, že na ni z truhly vyskočí. Přijde jí však divné, že Margaretě vůbec neschnou šaty. Emily zatím vypráví, že duch, který v domě straší není Bartoloměj, ale jakási sirota, kterou si jeho žena Charlotta vzala z místního sirotčince. Bartoloměj ji zabil, protože ho sirota přistihla, když se v křoví líbal s vychovatelkou a vyhrožovala mu, že prozradí matce, že jeho láska k ní je jen předstíraná, aby se dostal k jejímu majetku. Bartoloměj se později přiznal k vraždě dívky, kterou udusil, schoval do truhly na prádlo, vynesl jí ven a hodil do jezera. Říká se, že dodnes prochází domem a ze šatů jí stále kape voda. Viktorie v tu chvíli vyrazí z truhly a vyděsí dívky tak, že několik z nich upadne do mdlob. Hlasitě křičí a přestává, až když jí hlas vypoví službu. Leží schoulená do klubíčka a zírá na prázdnou truhlu. 

### Stezka
Matouš Harter je z horalské rodiny. Žije celý život s rodiči na stejném místě, jako jejich ovce. Zajímá ho však, co se nachází za rozeklanými vrcholy, a proto se jednoho dne rozhodne odejít z domu. Inspirací pro opuštění domova mu je zesnulý dědeček, který utekl z hor na moře, po nějaké době se vrátil zpět domů a všem vyprávěl historky ze světa. Po něm zdědil také dalekohled, se kterým děda procestoval svět. Na rozdíl od dědečka se ale nemá v plánu do rodného údolí vrátit. Když vyšplhá na kraj útesu, posadí se, aby něco snědl. V tom si v dálce pod sebou všimne zvláštní mužské postavy, která před něčím utíká. Vytahuje proto dalekohled, aby se na cizince blíže podíval. Vidí, že vystrašený muž má zlomenou levou paži, rozdrcenou levou nohu, oblečení potrhané a prosáklé krví, vlasy slepené zaschlou krví a obličej jako cosi, co by se dalo zahlédnout na jatkách, protože je v něm zřetelné pouze jedno oko bez víčka. V tom Matoušovi dojde, že se muž neohlíží za ničím, co by ho mělo honit, ale že zírá přímo na něj. Před ničím neutíká, běží za Matoušem. Ten vezme nohy na ramena, ale útěk mu zkomplikuje nečekaná sněhová vánice. Nakonec ho stvůra dožene na konci útesu. Matouš s hrůzou zjišťuje, že má stvoření stejné oblečení a ranec jako on sám a uvědomuje si, co to znamená. Zakřičí, uklouzne a padá z útesu na zubatou suť.
Tímto příběhem strýc Montague ukončí své vyprávění a posílá Edgara rychle domů, než se setmí. Edgar se však v lese setká s podivnými dětmi, které k němu natahují prsty. V tom se ozve strýcův bouřlivý hlas, který poroučí dětem, aby Edgara nechaly být. Je čas na poslední příběh…

### Strýc Montague
Strýc Montague začíná vyprávět svůj příběh Edgarovi a dětem, které je obklopují, ale stojí mimo kruh světla strýcovy lucerny. Montague býval krutým a hanebným ředitelem školy, která byla v jeho nynějším domě. Nejprve se snažil být dobrým učitelem, pak ho ale zasáhlo něco jako smrt duše. V kartách prohrál všechny své úspory a začal okrádat své žáky. Jménem dětí prosil o peníze a zadržoval jejich dopisy. Nechával si dárky, které posílaly žákům jejich matky. Když si rodiče začali stěžovat, svalil vinu na sirotka Williama, jediného žáka, kterého měl alespoň trochu rád. William ho prosil, aby mu pomohl, Montague ale nic neudělal. Williama ostatní spolužáci bili až si nakonec vzal život. Většina rodičů proto přemístila své děti do jiných škol. Montague se zapřísáhl, že když vyhraje svojí poslední hru, zasvětí svůj život potřebným dětem v sousedství. Když prohraje, vydá se úřadům a bude se zodpovídat ze svých skutků. Pro štěstí si dal do kapsy píšťalku, kterou nosíval při šťastných chvílích, jako talisman, vzal všechny své peníze a šel si naposledy zahrát karty. Ten večer ale vyhrával jako nikdy předtím. V hazardu pokračoval dál, zbohatnul a na charitativní činnosti zcela zanevřel. Jednoho dne našel v kapse svou šťastnou píšťalku. Z nostalgie na ní zapískal, ale neozval se žádný zvuk. Všiml si, že se proměnila na píšťalku podobné té psí a zvuk, který z ní vyšel, nebyl schopný zaslechnout. Nebe se zatáhlo a ochladilo se. K domu začaly přicházet podivné děti. Dům byl prokletý. Děti chodily strýci Montagueovi vyprávět své hrůzostrašné příběhy a Montague nemohl dům opustit kvůli sluhovi Franzovi. Ze sluhy se stal žalářník, který dům zcela proměnil.
Montague dovyprávěl svůj příběh, rozloučil se s překvapeným Edgarem a odešel s mrtvými dětmi zpět do svého ponurého sídla. 

## Přijetí díla a interpretace
Kniha Příšerné příběhy strýce Montaguea byla nominována do širšího výběru Carnegie Medal 2009, prestižní literární ceny udělované dětským knihám. Překladová práva byla prodána do 14 zemí světa.
Chris Priestley zmiňuje, že ho již od čtrnácti let oslovují Kafkovy příběhy, které vnímá jako strašidelné. Už jako malý chlapec si Priestley představoval tajuplné a fantazijní příběhy odehrávající se v jeho skříni, kterou poté ze strachu zavíral. Autor se inspiruje vším kolem sebe. Tajemnými místy, historií, duchařskými příběhy, svými sny a také anglickou architekturou. Jeho inspirací jsou však i pražská místa (Staré Město či Malá Strana). 
Markéta Pilátová v recenzi uvedla, že kniha je „strašidelnější než všechny baby Jagy Kostlivé nohy dohromady“. Příběhy, které nekončí dobře, podle ní vedou děti k poučení, že není dobré lhát a krást, a dokonce ani vraždit – a krutost příběhů děti připravuje na to, že svět není jednoduché místo k životu. Také hrdinové jsou často velmi mladí, ovšem často neposlušní nebo příliš zvědaví, za což musejí zaplatit. Pilátová rovněž poznamenává, že jménem protagonisty Edgara se autor odvolává jako ke vzoru k Edgaru Allanu Poeovi.

## Adaptace
Příšerné příběhy Chrise Priestleyho byly divadelně adaptovány nejen ve Velké Británii, ale i v České republice a Německu. 